# Les Petites Sœurs (film)
Pour plus de détails, voir Fiche technique et Distribution.
Les Petites Sœurs est un documentaire québécois en noir et blanc de court métrage, réalisé par Pierre Patry en 1959.

## Synopsis
Avec Pierre Patry, le spectateur pénètre dans l'intimité d'un couvent, chose exceptionnelle au cinéma. En suivant les pas et l'expérience d'une novice, nous découvrons les usages, les règles et le rythme du monastère de la communauté des Servantes de Jésus-Marie, à Hull.  

## Fiche technique
- Réalisation et scénario : Pierre Patry
- Production et distribution : Office national du film du Canada
- Producteur  : Léonard Forest; assisté de Jean Roy et de Victor Jobin
- Directeur de la photographie : Georges Dufaux
- Montage : Marc Beaudet, Gérard Hamel
- Musique : Maurice Blackburn
- Son : Marcel Carrère
- Montage son : Bernard Bordeleau
- Mixage : Ron Alexander
- Durée : 29 minutes
- Procédé : 16 mm (positif & négatif), noir et blanc, son mono
- Tournage : du 12 mai au 25 mai 1959

## Distribution
- Charlotte Boisjoil (voix) : la narratrice